# Hamburger Seemannskirchen
Die Hamburger Seemannskirchen (auch nordische Seemannskirchen) stehen zwischen der St.-Michaelis-Kirche („Michel“) und den St. Pauli Landungsbrücken inmitten des Hamburger Portugiesenviertels. Die vier Sakralbauten in der auf den Hafen zulaufenden Ditmar-Koel-Straße wurden von Gläubigen aus den nordischen Ländern im 20. Jahrhundert für ihre seefahrenden Mitglieder errichtet.
Die vier Seemannskirchen sind alle in die Hamburger Denkmalschutzliste eingetragen.

## Dänische Seemannskirche
Die seit 1875 in Hamburg agierende Dänische Seemannsmission erhielt 1923 ein eigenes Kirchengebäude in der Bernhard-Nocht-Straße, welches im Verlauf der Operation Gomorrha im Zweiten Weltkrieg zerstört wurde. Nach dem Krieg wurde in der Ditmar-Koel-Straße 2 nach Plänen von Otto Kindt mit der Benediktekirken eine neue Kirche errichtet, die am 3. Februar 1952 eingeweiht wurde. Die offene Ausführung des Kirchturms war damals eine Neuheit in der Hamburger Stadtlandschaft. Der Turm ist eine Nachbildung der im Zweiten Weltkrieg gebauten Adventskirken, die von Erik Møller entworfen wurde und im Kopenhagener Stadtteil Vanløse liegt. Die dänische Seemannskirche ist ein wichtiger Treffpunkt der in Hamburg lebenden Dänen.

## Finnische Seemannskirche
Das erste eigene Gebäude der seit 1901 in Hamburg arbeitenden finnischen Seemannskirche aus den 1920er Jahren fiel den Zerstörungen des Zweiten Weltkriegs zum Opfer. Nach dem Krieg wurde die Gemeindearbeit in der Gustaf Adolfskyrkan fortgesetzt. Das heutige Gebäude in der Ditmar-Koel-Straße 6 wurde nach Entwürfen von Pentti Ahola und in Zusammenarbeit mit Dieter Langmaack 1965–1966 errichtet. Der Komplex umfasst neben der Kirche auch Veranstaltungsräume, Wohnungen, ein Café, eine Bibliothek sowie eine Sauna und ist ein Beispiel der einflussreichen finnischen Baukunst. Die Kernaufgabe der finnischen Seemannskirche liegt in der Betreuung der finnischen Seeleute und der reisenden Finnen, sowie in der Begegnung der finnischen Bürger, die in Hamburg und Umgebung leben. Die Seemannskirche versteht sich als eine Brücke zwischen christlicher, sozialer sowie kultureller Orientierung hier in Deutschland und in der globalisierten Welt.

## Norwegische Seemannskirche
Zwischen der dänischen und der finnischen Kirche liegt in der Ditmar-Koel-Straße 4 das Gebäude der Sjømannskirken, einer 1864 gegründeten Freiwilligenorganisation für Norweger im Ausland, die mit der Norwegischen Kirche verbunden ist.

## Schwedische Seemannskirche
Am anderen Ende der Ditmar-Koel-Straße liegt das Gebäude der schwedischen Kirche, das nach Plänen des Architekten Thomas Yderstad zunächst für alle skandinavischen Seeleute erbaut und 1907 geweiht wurde. Neben dem Kirchensaal enthält das Gebäude unter anderem mehrere Wohnungen und das Pastorat. Es ist die älteste erhaltene Seemannskirche in Hamburg.

## Galerie

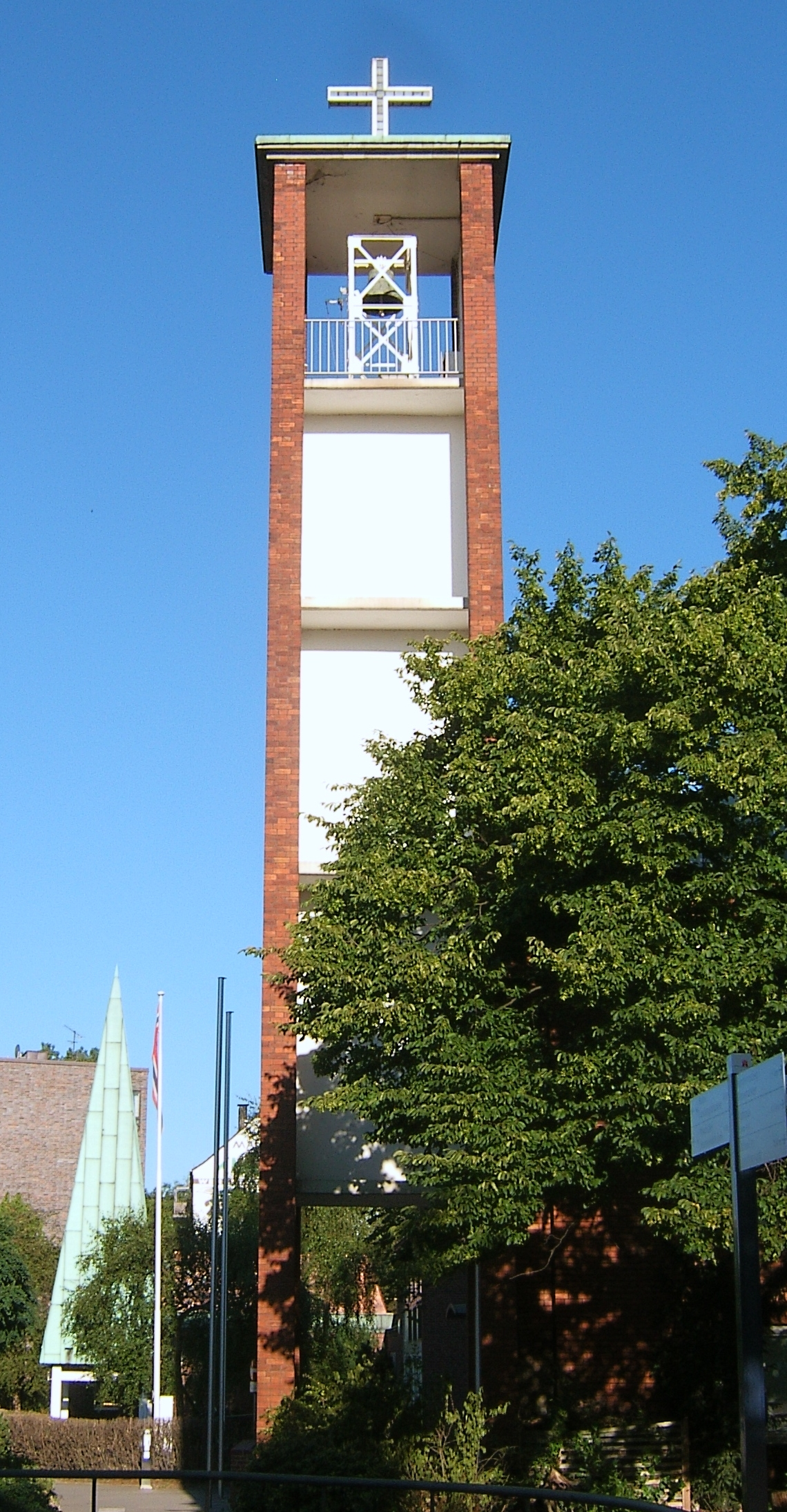
Dänische Seemannskirche (Benediktekirken) in der Ditmar-Koel-Straße 2
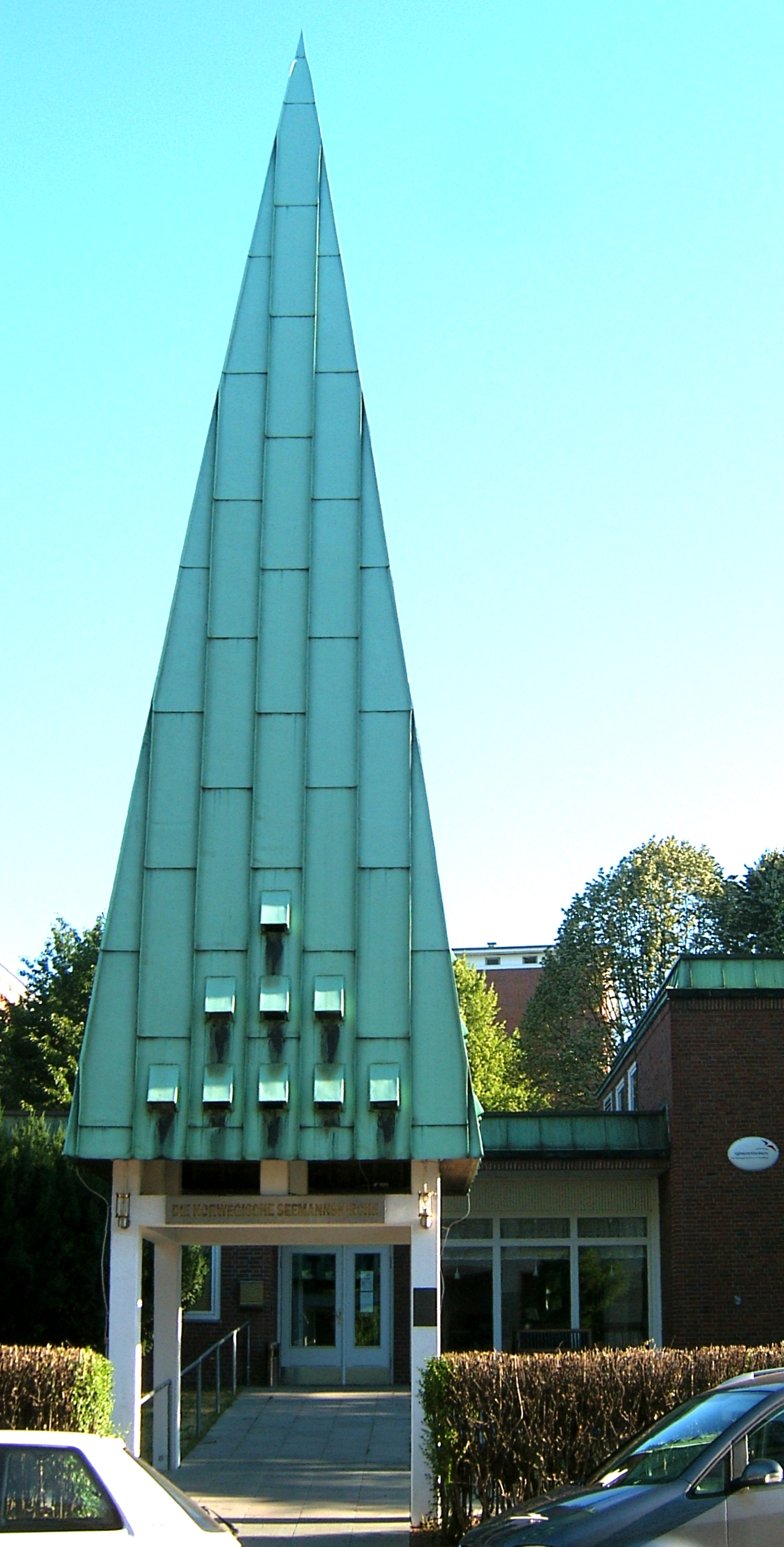
Norwegische Seemannskirche in der Ditmar-Koel-Straße 4
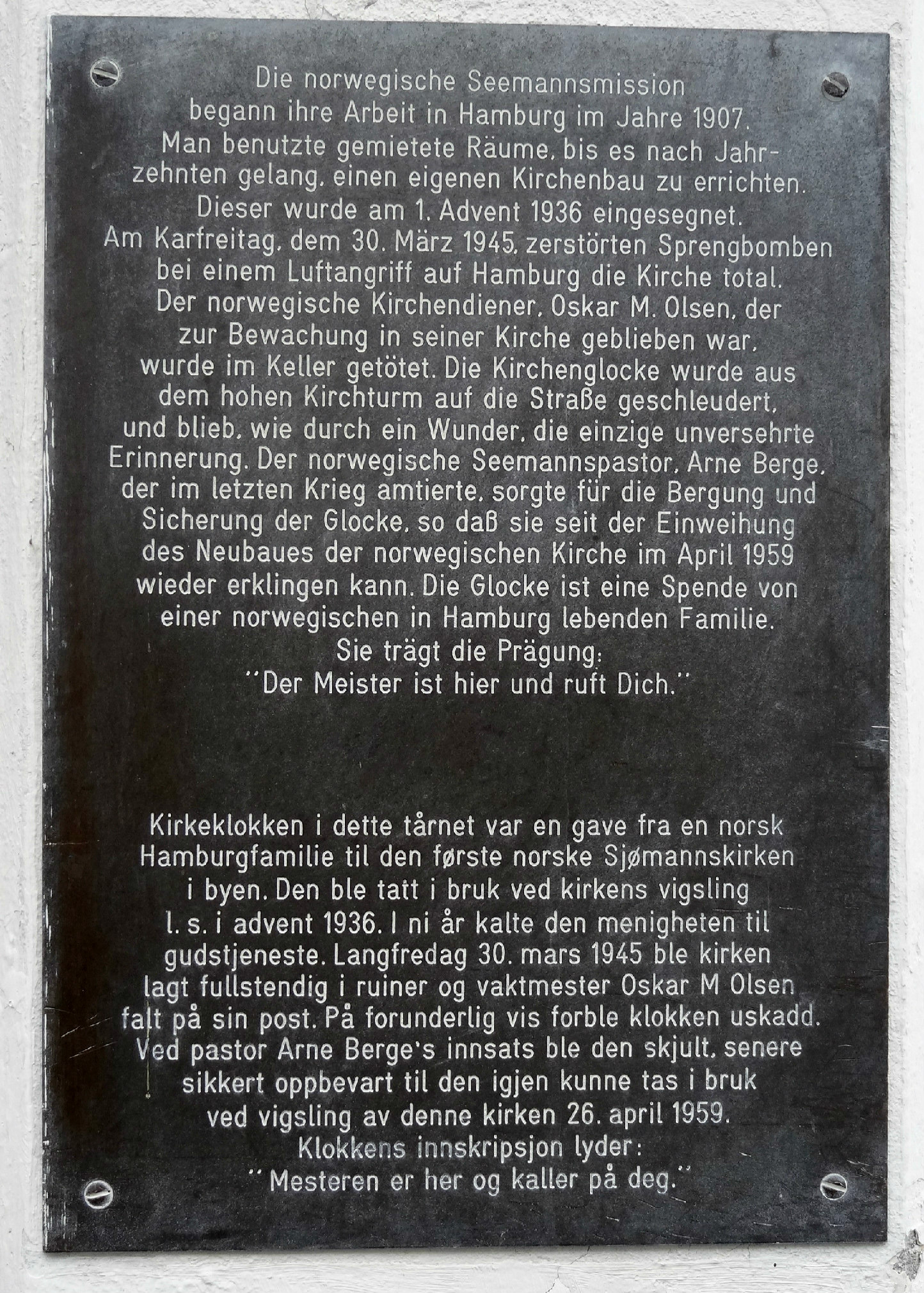
Hinweistafel zur Geschichte der norwegischen Seemannskirche
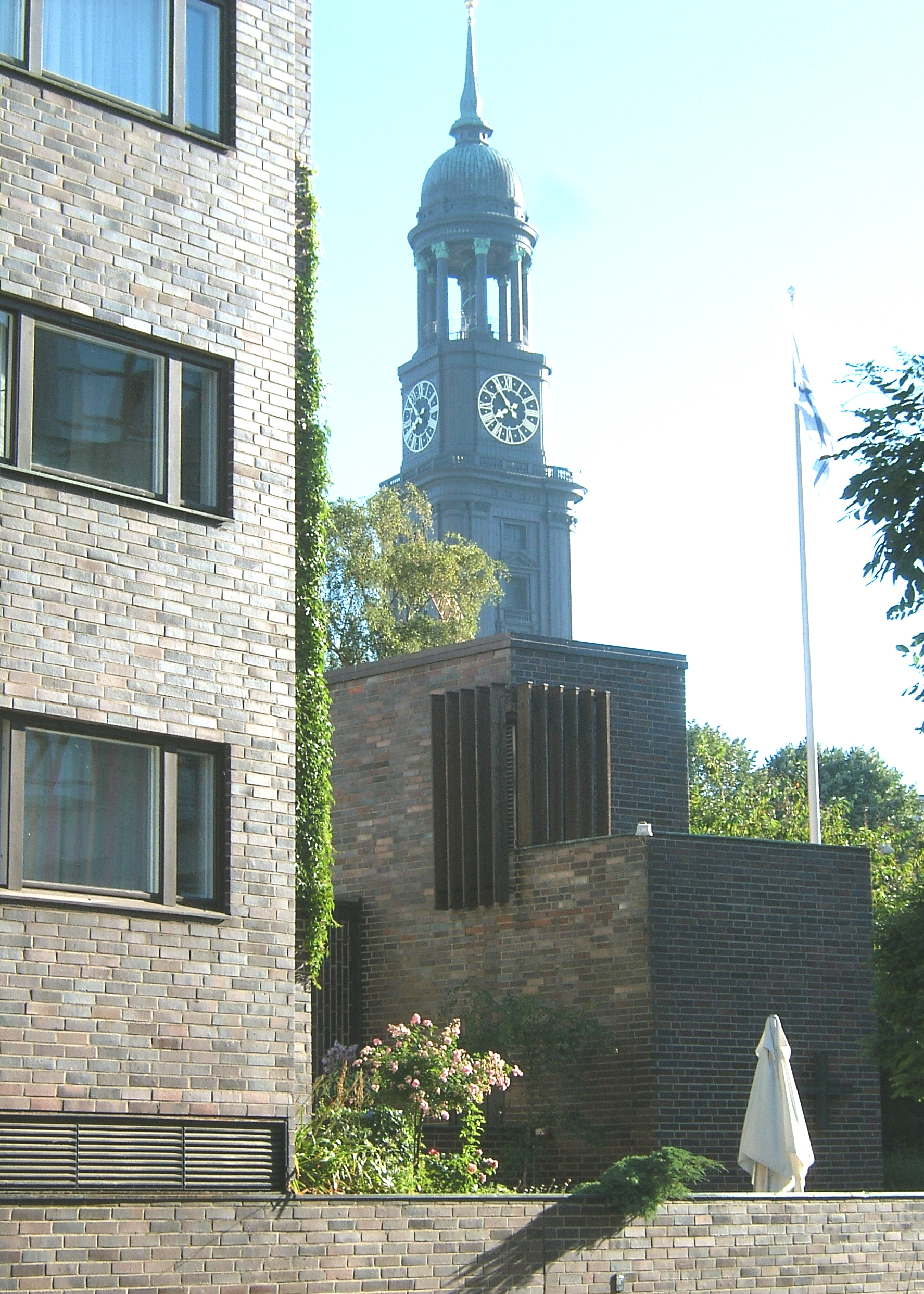
Finnische Seemannskirche in der Ditmar-Koel-Straße 6 mit der St.-Michaelis-Kirche im Hintergrund
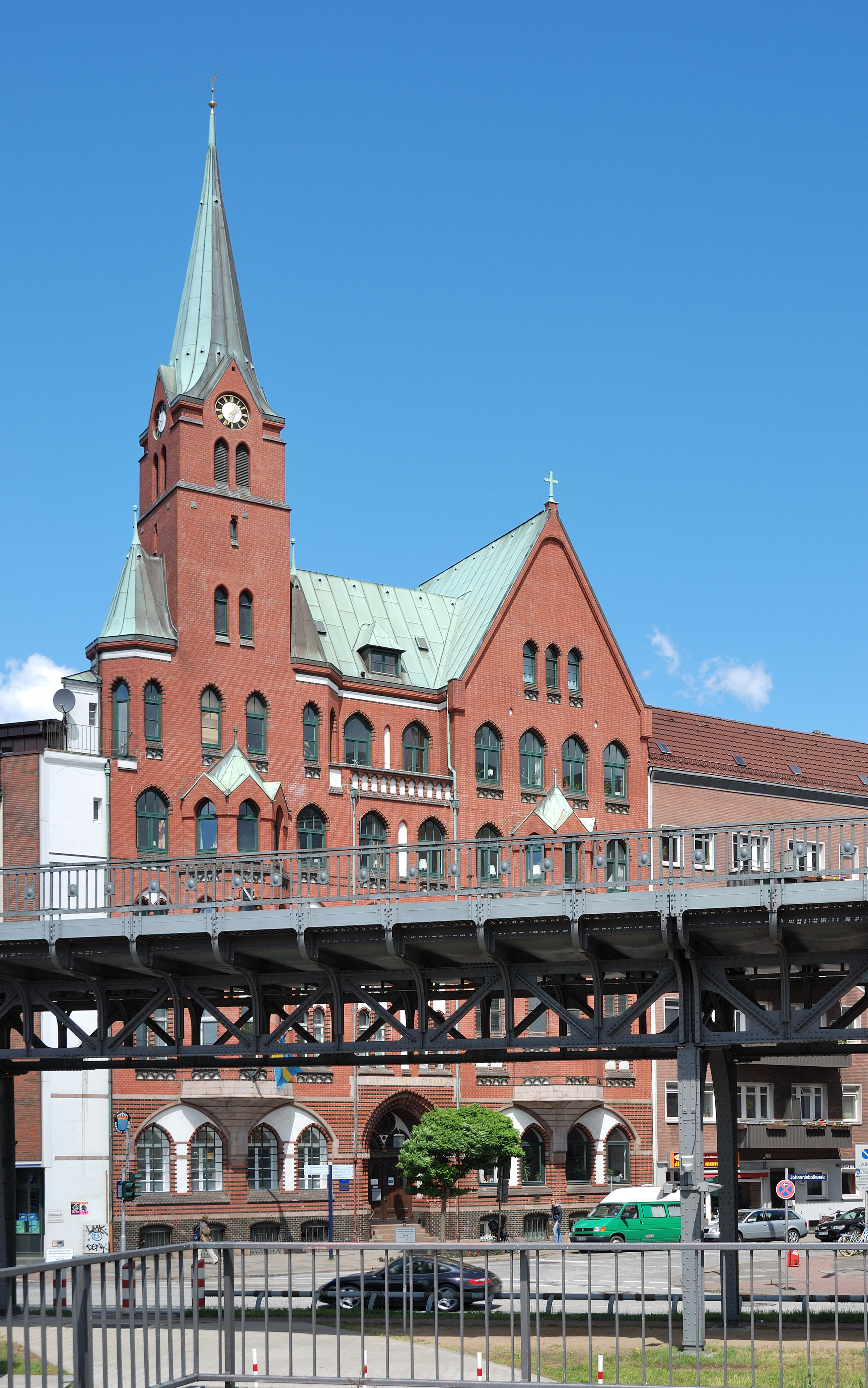
Schwedische Seemannskirche (Gustaf Adolfskyrkan) in der Ditmar-Koel-Straße 36